# Kolárovo
Kolárovo (în maghiară Gúta) este un oraș din Slovacia cu 10.823 locuitori.

## Demografie
| An:                | 1994   | 2004   | 2014   | 2024   |
| ------------------ | ------ | ------ | ------ | ------ |
| Număr de persoane: | 11.028 | 10.756 | 10.632 | 10.404 |
| Diferență:         |        | −2,46% | −1,15% | −2,14% |

| An:                | 2023   | 2024   |
| ------------------ | ------ | ------ |
| Număr de persoane: | 10.428 | 10.404 |
| Diferență:         |        | −0,23% |